# كوسوموتو إني

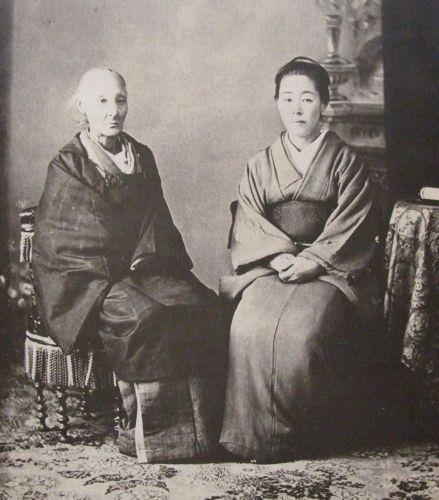
إني كوسوموتو في اليسار مع ابنتها تاكاكو (يمين)

ولدت كاسوموتو إني 楠本 イネ في 31 مايو 1827 وتوفيت في 27 أغسطس 1903 عن عمر يناهز 76 سنة؛ كانت شييموتو إيني (失本 稲) طبيبة يابانية. والدتها هي كوسوموتو تاكي، وهي محظية من ناغازاكي. ووالدها هو الطبيب الألماني فيليب فرانز فون سيبولد، الذي كان يعمل في ديجيما، وهي جزيرة كانت مخصصة للأجانب فقط خلال فترة العزلة الطويلة لليابان عن العالم. كانت إني تُعرف أيضًا باسم أو-إني، وغيرت اسمها لاحقا إلى إتوكو (伊篤 Itoku). غالبًا ما يطلق عليها في اللغة اليابانية أوراندا أو-إني Oranda O-Ine («بالهولندية O-Ine») لارتباطها بجزيرة ديجيما والتعليم الغربي للغة الهولندية الذي كان هناك. وكانت أول طبيبة تتخصص في الطب الغربي باليابان.
بعد نفي أبيها سيبولد من اليابان في عام 1829. نمت سمعة إني بعد أن أصبحت طبيبة في الطب الغربي، وفازت برعاية اللورد الإقطاعي داتي مونيناري ‏. درست في أجزاء مختلفة من اليابان على يد العديد من المعلمين، حملت بعدها من أحدهم - من المحتمل أن يكون قد اغتصبها - وأنجبت منه ابنتها الوحيدة؛ ولم تتزوج قط. استقرت في طوكيو بعد أن انتهت فترة العزلة اليابانية. كما ساعدت في ولادة إحدى محظيات الإمبراطور ميجي في عام 1873. ومنذ وفاتها وإني موضوع الكثير من الروايات والمسرحيات والقصص المصورة والمسرحيات الموسيقية في اليابان.

## الحياة والوظيفة

### السيرة

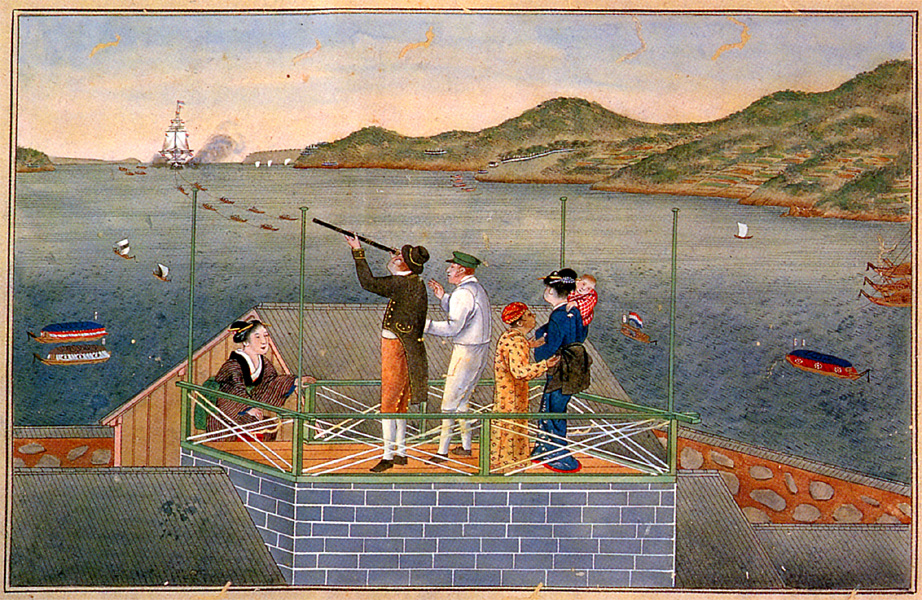
وصول السفينة الهولندية برسم كوهارا كيغا، والتي تصور إني، تاكي، و سيبولد في ديجيما

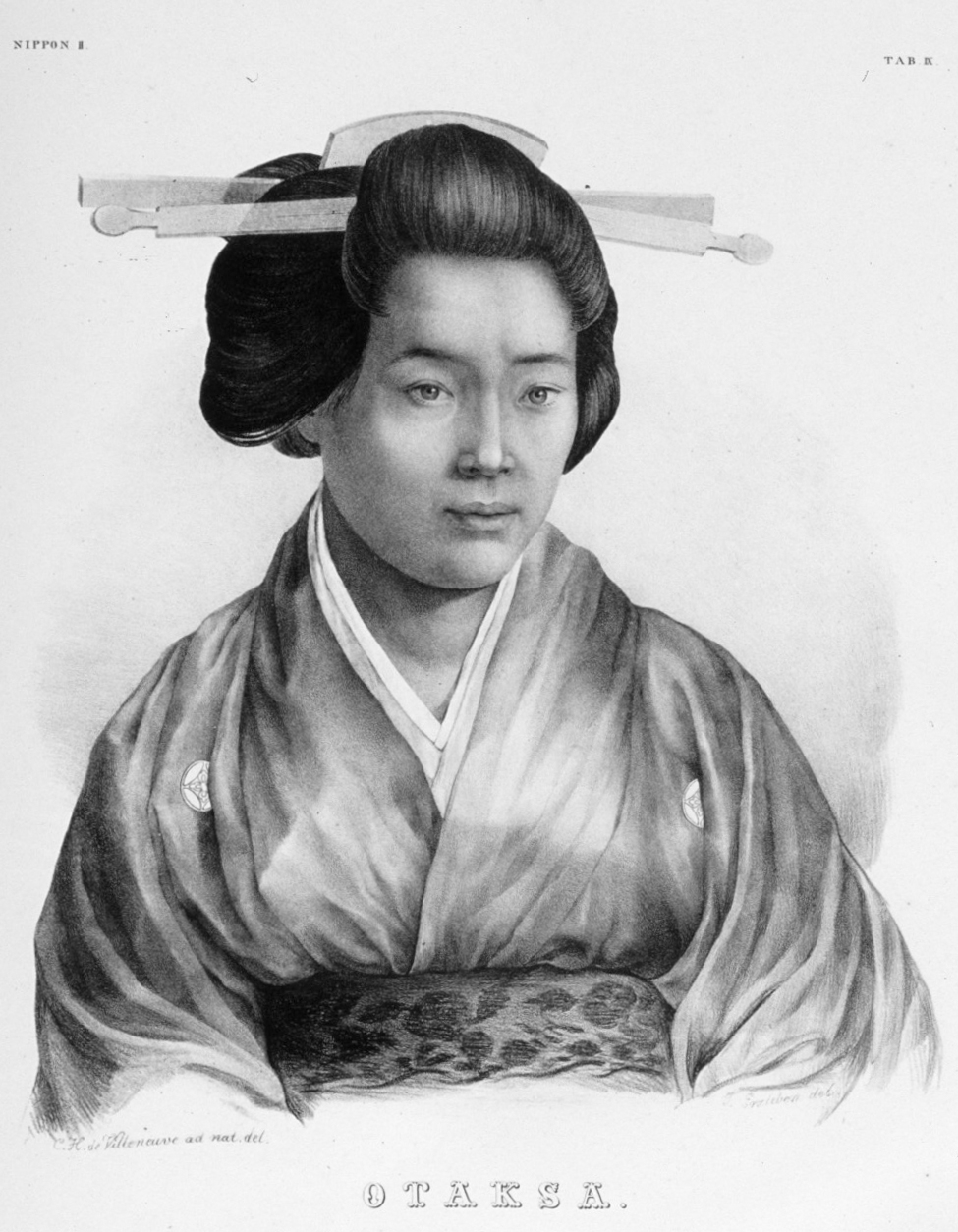
صورة لوالدة إني، كوسوموتو تاكي،

وُلدت شييموتو إيني في 31 مايو 1827  في مدينة ناغازاكي. جاء اللقب شيموتو من تقديم ياباني للقب والدها الألماني، الطبيب فيليب فرانز فون سيبولد، الذي كان يعيش في ديجيما، وهي جزيرة اصطناعية قبالة ناغازاكي حيث تم تقييد التجارة الخارجية خلال أكثر من قرنين من عزلة اليابان شبه الكاملة عن العالم. وهناك لعب دورًا في تقديم التقنيات الطبية الغربية لليابان. وكانت والدة إني كوسوموتو تاكي، محظية تم إرسالها إلى يوكاكو ماروياما بناغازاكي في عام 1823 لتكون خليلة لسيبولد.  
عاشت إني مع والديها في ديجيما حتى تم نفي والدها سيبولد  في 22 أكتوبر 1829  بزعم تصدير معلومات محظورة تم جمعها من الجغرافي تاكاهاشي كاغياسو Takahashi Kageyasu (高橋景保).  وقد اتُهم بتهريب أدوات بما في ذلك الخرائط التي يعتقد أنها يمكن أن تقع في أيدي أعداء اليابان، مثل روسيا، التي شكلت تهديدًا على الحدود الشمالية لليابان في ذلك الوقت.  ولم يُسمح لتاكي وإني البالغة من العمر عامين آنذاك بمغادرة اليابان؛  وودّعوه من قارب صغير في الميناء بينما سفينته تغادر. بعد فترة قصيرة تزوجت تاكي من رجل يدعى واسابورو.  
غادر سيبولد الثري وترك لتاكي وإني مخزونا من السكر الثمين لدعم أنفسهم وأوصى زملاءه بالاعتناء بهم بعد رحيله. وأرسل كتب لقواعد اللغة الهولندية لإيني، وهي مهمة للدراسات الغربية «رانجاكو، الصفحة الرئيسية» في ذلك الوقت في اليابان، كما ساهم طلاب سيبولد في تعليمها. وتحكي قصة ملفقة عن هروب إيني في سن 14 أو 15 عامًا لدراسة الطب مع أحدهم، نينوميا كيساكو 二宮敬作 (، في مقاطعة يواجيما (إهيمه)،  حيث تم وضعه قيد الإقامة الجبرية بسبب تورطه في قضية سيبولد. 

### التعليم والتوظيف المبكر

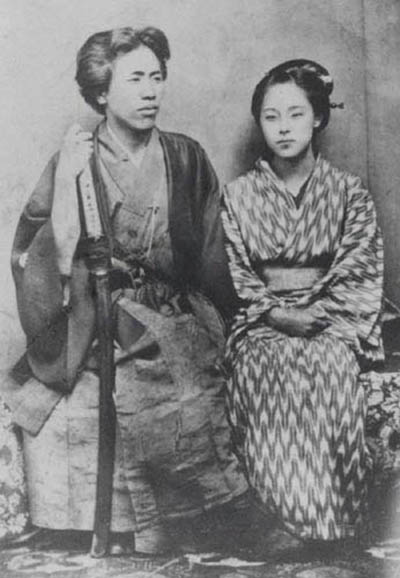
كوسوموتو تاكاكو (يمين) وزوجها ميزي شوزو (يسار)

بدأ التدريب الطبي الرسمي لإني في عام 1845 عندما بدأت دراسة طب التوليد في مقاطعة أوكوياما تحت يد إيتشي سوكن أحد تلاميذ والدها سيبولد،   وقدّمها له نينوميا كيساكو.  قطعت دراستها مع سوكن عندما حملت منه في عام 1851.  ثم عادت إلى ناغازاكي، حيث أنجبت في عام 1852 ابنة أسمتها كوسوموتو تاكاكو [楠本高子]، بمعنى «مجانا»، والذي يرمز إلى أن السماء قد منحتها هذا الطفل «مجانًا».  روايتها عن حياة والدتها  هي من بين تلك التي تؤكد حمل إيني الناجم عن اغتصاب سوكن لها،  رغم عدم وجود أدلة دامغة على ذلك.  وكانت إني ترفض محاولات سوكن للدخول في حياة تادا.
واصلت إيني دراستها في ناغازاكي في عهد آبي روان.   في عام 1854 تركت تادا مع والدتها وذهبت مع ابن أخت نينوميا ميسي موروبوتشي (三瀬諸淵) للدراسة تحت يد كيساكو في أواجيما، أين روّج اللورد الداي-ميو داتيه مونيناري بحماس للتعليم الغربي. ولكن بعد تعرضه لسكتة دماغية في عام 1856، عاد كيساكو إلى ناغازاكي مع إيني وشوزو.
انتهت العزلة اليابانية باتفاقية كاناغاوا في عام 1854 وفي عام 1859 تم افتتاح ناغازاكي كميناء للمعاهدة، وهجر الهولنديون ديجيما لقنصلية في العاصمة إيدو (طوكيو الحديثة). تلقى سيبولد عفوًا وعاد إلى ناغازاكي في الرابع من أغسطس  من نفس العام مع ابنه ألكسندر البالغ من العمر 13 عامًا،  من زواجه الألماني. أصبح شوزو طالبا لسيبولد، مترجم ومساعد شخصي والمعلم الياباني لابنه ألسكندر. عاشت إني في البداية في منزل والدها، لكن علاقتها كانت متوترة، لضرورة اتقانها للغة الهولندية من جهة،  وحمل خادمة لسيبولد من جهة أخرى؛ لكنها سرعان ما رحلت. وعملت عن كثب مع شوزو، الذي ساعدها في تكلم الهولندية بطلاقة لمستواه المتقدم فيها. كما ساعدتها سمعة والدها في اكتساب مرضى خاصين بها. في أبريل عام 1862، أُجبِر سيبولد على العودة إلى أوروبا مرة أخرى ولم يعد بعدها إلى اليابان.
واصلت إيني التعلم من الأطباء الهولنديين في مجتمع ناغازاكي مثل الطبيب فان ميرديرفورت، الذي أشاد بمهاراتها في الميدان. وفي عام 1861 أسس الطبيب الهولندي أول مستشفى على الطراز الغربي ومدرسة طبية في اليابان، «ناغازاكي يوجوشو Nagasaki Yōjōsho»، بدعم من الحكومة العسكرية، وحضرت إيني دروسًا في جناح النساء وساعدت في العمليات هناك. كانت أول امرأة في اليابان تشهد تشريح جثة بشرية، نفذه فان ميرديرفورت. 
حازت سمعت إيني وعلاقاتها في مجتمع التعليم الغربي على رعاية داتي مونيناري، والتي امتدت إلى ابنتها تاكاكو كذلك. ونظرًا لأن دمها الألماني الياباني المختلط يمكن أن يؤدي بها إلى التعرض للتمييز، فقد اضطر مونيناري إلى تغيير اسمها إلى كوسوموتو إتوكو.   أعطى مددا من الأرز إلى إيني وكان من المتوقع أن تكون جاهزة للخدمة في أماكن النساء في القلعة؛ كانت واحدة من ثلاثة أطباء حاضرين عندما أنجبت زوجة يوشيكو من موناري في عام 1867.  مارست إيني تدريبات مزدحمة في أوواجيما وسافرت بشكل متكرر بين ناغازاكي وأواجيما خلال الستينيات من القرن التاسع عشر. بذل مونيناري جهداً نيابة عن والدها وشوزو، اللذي قُبض عليه في عام 1861 في إيدو من قبل الفصائل المعادية للأجانب.  أُطلق سراح شوزو في عام 1865 وعاد إلى أوواجيما، حيث تزوج من تاكاكو في عام 1866. 
توفيت والدة إني في عام 1869. في ذلك الوقت، كانت إيني تدرس التوليد في ناغازاكي مع أنطونيوس بودوين، الذي كان رائدًا في عملية استئصال المبيض هناك وتم تعيينه في كلية الطب الوطنية في طوكيو، والتي تم تغيير اسمها للتو من إيدو وانتقل إليها الإمبراطور بعد عودته للعرش. وبعد سفربات أخرى، استقرت إيني أيضًا في طوكيو وهناك تعرفت على الأخ غير الشقيق لتاكاكو، إيشي كيندو، ابن إيشي سوكين. بقيت إيني على اتصال مع أخيها غير الشقيق ألكساندر في طوكيو، والذي كان يعمل مع المندوب البريطاني، وشقيقه من أبيه هاينريش، الذي عمل هناك كمترجم للمفوضية النمساوية المجرية منذ عام 1869. 

### الوفاة
فازتكندو وشوزو بمواعيد طبية مهمة في العاصمة، وفي عام 1873، من خلال علاقاتها مع فوكوزاوا يوكيتشي وغيره من العلماء الغربيين، حضرتتاكاكو ولادة طفل محظية الإمبراطور ميجي «هامورو ميتسوكو»؛ كان الطفل ميتا وتوفيت ميتسوكو بعده بأربعة أيام، وتلقت إيني مبلغًا كبيرًا قدره 100 ين لجهودها. ثم انتقل شوزو وتاكاكو إلى أوساكا في عام 1876، حيث عمل شوزو في مستشفى أوساكا. أين أصابه المرض في عام 1877 وتوفي هناك.  أصبحت تاكاكو حاملًا من أحد معارفها وأنجبت ولدًا في عام 1879، والذي تبنته إيني كوريثها وأطلقت عليه اسم شوزه. تزوجت تاكاكو من الطبيب ياماواكي تيسوكي، وأنجبت معه ثلاثة أطفال آخرين قبل وفاته في عام 1886.
عادت إيني إلى ناغازاكي، حيث حصلت على ترخيص كقابلة في عام 1884. ثم عادت إلى طوكيو في عام 1889 وربما تقاعدت بحلول عام 1895، في ذلك الوقت انتقلت العائلة إلى منزل على الطراز الغربي كان هاينريش قد بناه في أزابو. وتوفيت هناك في 27 أغسطس 1903 بعد تناول الأوناغي والبطيخ، والذي قيل إنه تسبب لها بتسمم غذائي. استمتعت بالدعم الاجتماعي للمجتمعات الطبية والعلمية الغربية، واحترام طلابها وزملائها الممارسين، وحظت كذلك بدعم والدها المالي. 
وقيل أنإيني كان لديها بشرة ناعمة وشعر بني مجعد إلى حد ما وعينان زرقاوتان. وهي لم تتزوج قط. 

## ملاحظة
1. ↑  By the تقويم ياباني she was born on the sixth day of the fifth month of the tenth year of Bunsei.[2] An announcement was made that she was born the following day, apparently for official purposes to establish that she was born in the brothel her mother was associated with in Nagasaki, and not on the island of Dejima.[3]
2. ↑  Courtesans sent to Dejima were called orandayuki yūjo, or "Dutch-going courtesans", as Dejima was associated with Dutch traders.[6]
3. ↑  Government edicts prohibited mixed-race children, as well as full-bloded Japanese, from leaving Japan; the edicts also required the foreign father to provide for the child's financial support and education.[3]
4. ↑  和三郎 Wasaburō
5. ↑  At the time such an apprenticeship typically lasted seven to ten years and included household duties in the teacher's household.[8]
6. ↑  Abe Roan 阿部魯庵, who had studied Western medicine under Abe Shūsuke [青木周弼].[8]
7. ↑  The sixth day of the seventh month of the year of Ansei, according to the Japanese calendar[9]
8. ↑  楠本 伊篤 Kusumoto Itoku